# 1808年5月25日日食
1808年5月25日日食为一次在协调世界时1808年5月25日出現的日偏食。該次日食食分為0.5064。

## 概述
這次日食的食分是0.5064。

## 基本參數
- 類型：日偏食
- 食甚資料：
  - 日期：1808年5月25日
  - 時間：11時2分35秒
  - 地點：68S 28E
  - 食分：0.5064

## 外部連結
- NASA日食專頁（页面存档备份，存于）（英文）